# Noah Hawley
Noah Hawley (Nueva York, 10 de mayo de 1967) es un escritor, productor de televisión y guionista estadounidense, conocido por ser el creador y guionista de series de televisión como Fargo (2014-2024), Legión (2017-2019) y Alien: Earth (2025-).
Hawley trabajó anteriormente en las series de televisión Bones (2005-2008), The Unusuals (2009) y My Generation (2010). Ha publicado seis novelas: A Conspiracy of Tall Men (1998), Other People's Weddings (2004), The Punch (2008), The Good Father (2012), Before the Fall (2016) y Anthem (2022). Hawley escribió el guion original para la película The Alibi (2006), con la que ganó el Premio Edgar a la Mejor Novela.

## Libros publicados
- Hawley, Noah (1998). A Conspiracy of Tall Men. Harmony. ISBN 9780609602805.
- Hawley, Noah (2004). Other People's Weddings. St. Martin's Press. ISBN 9780312322731.
- Hawley, Noah (2008). The Punch. Chronicle Books. ISBN 9780811864299.
- Hawley, Noah (2012). The Good Father. Doubleday. ISBN 9780385535533.
- Hawley, Noah (2016). Before the Fall. Grand Central. ISBN 9781455561780.
- Hawley, Noah (2022). Anthem. Grand Central Publishing. ISBN 9781538711514.